# گورنگی کومرن
گورنگی کومرن (به صربی: Gornji Komren) یک منطقهٔ مسکونی در صربستان است که در نیش واقع شده‌است.